# Alfonso de la Huerta
Alfonso de la Huerta Marcor fue un militar mexicano que participó en la Revolución mexicana. Nació en Guaymas, Sonora en 1884. Fue hermano de Adolfo de la Huerta, lanzándose a la lucha armada en 1913. Estuvo incorporado al Ejército del Noroeste, ascendió al grado de general. En 1923 se sublevó en Veracruz en apoyo de la rebelión encabezada por su hermano, pero tuvo que exiliarse en los Estados Unidos. En 1927 regresó al país para luchar en la Guerra Cristera. Fue muerto en Nogales, Sonora, ese mismo año. 